# Belīlvand
Belīlvand (persiska: بلیلوند) är en ort i Iran.   Den ligger i provinsen Lorestan, i den västra delen av landet, 400 km sydväst om huvudstaden Teheran. Belīlvand ligger 1 198 meter över havet och antalet invånare är 476.
Terrängen runt Belīlvand är varierad.Runt Belīlvand är det ganska tätbefolkat, med 72 invånare per kvadratkilometer. Närmaste större samhälle är Khorramābād, 7,4 km norr om Belīlvand. Omgivningarna runt Belīlvand är i huvudsak ett öppet busklandskap.